# Mieczysław Przybyła
Mieczysław Przybyła (ur. 1 stycznia 1945 w Zarzeczu) – polski ekonomista, dr hab. nauk ekonomicznych, profesor nadzwyczajny Instytutu Organizacji i Zarządzania Wydziału Zarządzania, Informatyki i Finansów Uniwersytetu Ekonomicznego we Wrocławiu.

## Życiorys
W 1969 ukończył studia w Wyższej Szkole Ekonomicznej we Wrocławiu. W 1977 obronił pracę doktorską, 28 czerwca 1993 habilitował się na podstawie dorobku naukowego i pracy zatytułowanej Identyfikacja struktury organizacyjnej przedsiębiorstwa. Pracował na stanowisku profesora w Instytucie Organizacji i Zarządzania na Wydziale Zarządzania, Informatyki i Finansów Akademii Ekonomicznej im. Oskara Langego we Wrocławiu, Katedrze Zarządzania na Wydziale Zarządzania w Wyższej Szkole Zarządzania "Edukacja" we Wrocławiu, oraz w Państwowej Wyższej Szkole Zawodowej im. Witelona w Legnicy.
Objął funkcję profesora nadzwyczajnego Instytutu Organizacji i Zarządzania Wydziału Zarządzania, Informatyki i Finansów Uniwersytetu Ekonomicznego we Wrocławiu.

## Publikacje
- 2002: Uwarunkowania wdrażania reengineeringu w przedsiębiorstwie[1]
- 2007: Wstęp do PN[1]
- 2008: ZARZĄDZANIE 6. WYBRANE OBSZARY FUNKCJONALNE INSTYTUCJI WYDAWNICTWO AKADEMII EKONOMICZNEJ WE WROCŁAWIU - WSTĘP DO PN ZARZĄDZANIE 6[1]